# 村松恭子

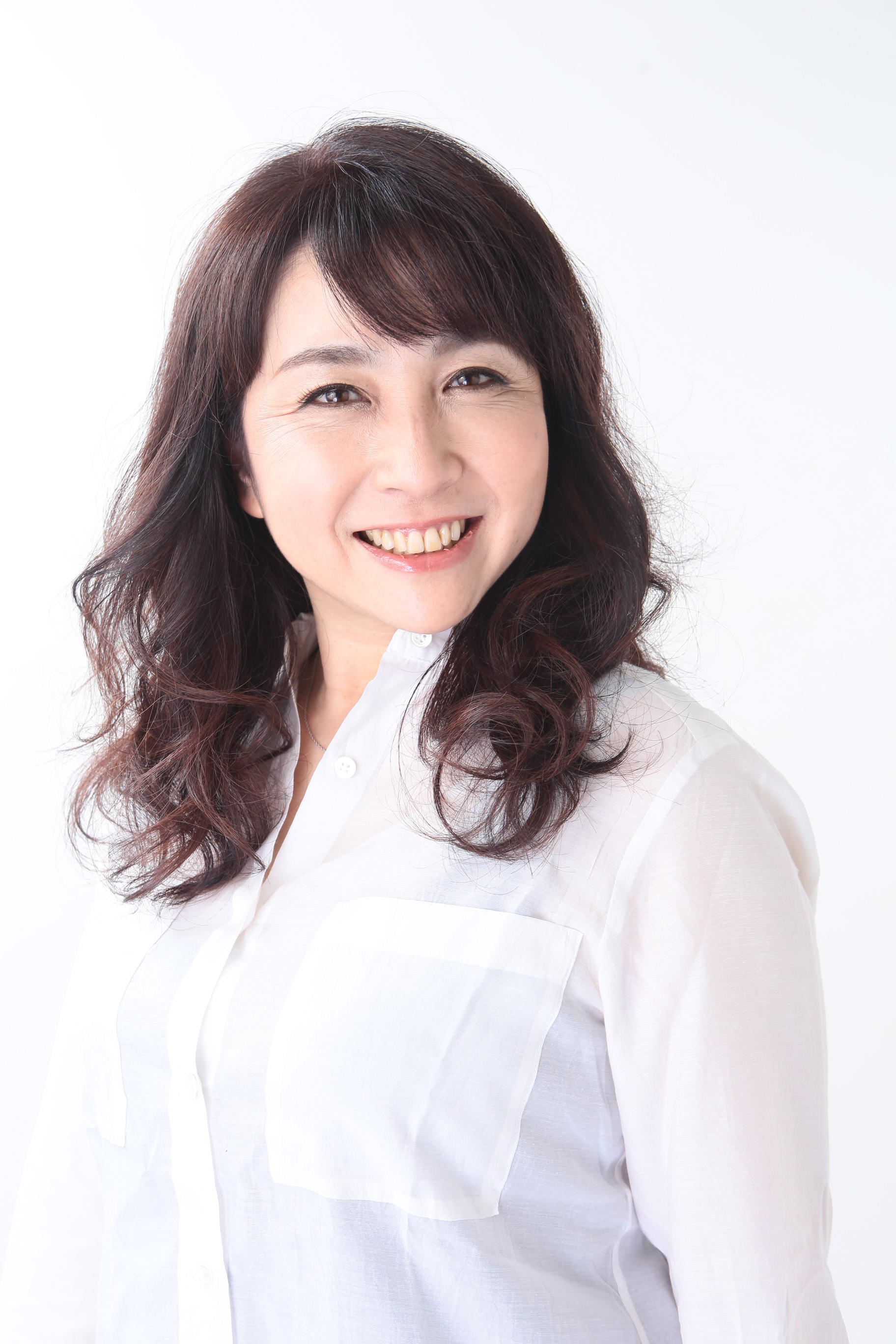

村松 恭子（むらまつ きょうこ、1962年8月22日 - ）は、日本の女優。エンパシィ所属。

## 来歴・人物
東京都出身。明治大学短期大学卒業。劇団第三エロチカ、新宿梁山泊を経て、エンパシィに所属。女優として舞台、テレビ、映画などで活動。夫は翻訳・演出家の勝田安彦。

## 出演

### 舞台
- ジェノサイド（劇団第三エロチカ）- ルル 役
- 新宿八犬伝（劇団第三エロチカ）- ヴァギ菜 役
- ニッポンウォーズ（劇団第三エロチカ）- P、F
- ラストフランケンシュタイン（劇団第三エロチカ）- 花嫁 役
- ですから（コント赤信号劇団）
- 千年の孤独（新宿梁山泊）- 姉・露 役
- 人魚伝説（新宿梁山泊・主演）- 金魚 役
- 夜の一族（新宿梁山泊・主演）- 女 役
- チネチッタ～映像都市（新宿梁山泊）- かおり 役
- 四谷怪談～十六夜の月（新宿梁山泊・主演）- 美和 役
- 楽屋（新宿梁山泊）- 女優C 役
- 三人姉妹（木山事務所）- マーシャ 役
- ハリウッド物語（木山事務所）- ネリー 役
- マリリンとアインシュタイン（勝田演劇事務所・主演）- 女優 役
- 白い悪魔（勝田演劇事務所・主演）- ビットリア 役
- バケレッタ!（夜のサーカス✕勝田演劇事務所・主演）- 麻美 役
- メアリー・ステュアート（勝田演劇事務所・主演）- エリザベス 役
- どん底1972（Pカンパニー）- 宿屋の女房 役
- ヘッダ・ガブラー（勝田演劇事務所・主演）- ヘッダ 役
- かもめ（勝田演劇事務所）- アルカージナ 役
- ファンドとリス～アラバール二本立て（勝田演劇事務所）- フランソワズ 役
- タイタス・アンドロニカス（勝田演劇事務所）- タモーラ 役
- 川を渡る夏（おふぃす3○○）- 靖子 役
- OKINAWA1972（RYUZANJI office）- アンマ 役
- 雨の夏、三十人のジュリエットが還って来た（RYUZANJI office）
- コタン虐殺（RYUZANJI office）ハルアンテ
- アラバール二人芝居三本立て（『ゲルニカ』リラ、『青い風船』タスラ）
- 家じまい（月イチリーディング）
- 幸せになるために（ストレイドッグ）- 田崎恭香 役
- 手紙-和子　役
- カレンダーガールズ(オフィス由宇＋勝田演劇事務所)-クリス　役

### 海外公演
- 千年の孤独（韓国 - ソウル・長州・釜山）
- 人魚伝説（ドイツ - エッセン演劇祭)、（中国 - 上海・北京）、（韓国 - ソウル）
- セウォリチョッタ～歳月の恵み（韓国 - ソウル・釜山）、（アメリカ - ニューヨーク・サンフランシスコ）
- 少女都市からの呼び声（フランス - アヴィニヨン演劇祭）、（カナダ - トロント）
- 盲導犬（韓国 - ソウル）
- 愛しのメディア（韓国 - スウォン演劇祭）

### テレビドラマ
- 私の中のわたし（NHK - 葛城哲郎監督・主演）
- 3番テーブルの客（1997年）
- 水曜ミステリー9「さすらい署長 風間昭平3」（2005年）‐ 武本敏子 役
- 熱血ニセ家族（2007年）‐ 桧山清美 役
- 風の果て（2007年）- 藤井幾江 役
- 新・京都迷宮案内（2008年）‐ 佐々木総子 役
- 月曜ゴールデン 「弁護士高見沢響子10」（2009年） - 宮前医師 役
- 春さらば（2009年）‐ 草野キミエ 役
- 土曜ワイド劇場「西村京太郎トラベルミステリー53」（2010年）‐ 小川由里 役
- 相棒
  - season6 第5話「裸婦は語る」（2007年11月21日）‐ 喫茶店の客・勝枝 役
  - season10 第15話「アンテナ」（2012年2月8日）‐ 主婦・代田美由紀 役
- 金曜プレステージ「ヤバい 役検事 矢場健〜ヤバケンの暴走捜査〜2」（2013年）- 立川美佐子 役
- ようこそ、わが家へ（2015年）‐ 松原恵実 役
- 緊急取調室（2017年）- 近藤和子 役
- モンテ・クリスト伯 -華麗なる復讐-（2018年）‐ 家政婦・馬場 役
- メゾン・ド・ポリス（2019年）‐ 櫻井貴美子 役
- 異世界居酒屋のぶ（2020年）
- 猿に会う（2020年）
- SEDAI WARS（2020年）
- 月曜プレミア8 「機捜235Ⅲ」（2022年） - 斎藤葉子 役

### 映画
- 汚い奴（望月六郎監督）
- けんか屋 伝説の裏ケンカ師!無敗伝説（福岡芳穂監督）
- せつな（2005年、高原秀和監督）[3]
- MOROCCO（和泉聖治監督）
- 黒の天使Vol.2（石井隆監督）
- 饗宴（緒方明監督）- 主演・恭子 役
- MOGURA（梅林茂監督）
- どこに行くの?（松井良彦監督）
- またの日の知華（原一男監督)
- バカがウラヤマシイ（鋤崎智哉監督）
- はぐれアイドル地獄変（東海林毅監督）

### 吹き替え

#### 映画（吹き替え）
- ナイブズ・アウト: グラス・オニオン[4]
- 死霊館のシスター 呪いの秘密（アマーラ〈タマル・バルーク〉[5]）

#### ドラマ
- ER緊急救命室
  - シーズン11 #21（アリソン〈サリー・ブルックス〉）
  - シーズン13 #22（アリソン・マッケンジー〈ルシンダ・ジェニー〉）
- ヴィンツェンツォ
- Your Honor/追い詰められた判事（フィオナ・マッキー〈モーラ・ティアニー〉）
- 今、私たちの学校は…